# Hypoxis angustifolia
Hypoxis angustifolia är en enhjärtbladig växtart som beskrevs av Jean-Baptiste de Lamarck. Hypoxis angustifolia ingår i släktet Hypoxis och familjen Hypoxidaceae.

## Underarter
Arten delas in i följande underarter:
- H. a. angustifolia
- H. a. buchananii
- H. a. luzuloides
- H. a. madagascariensis

## Bildgalleri

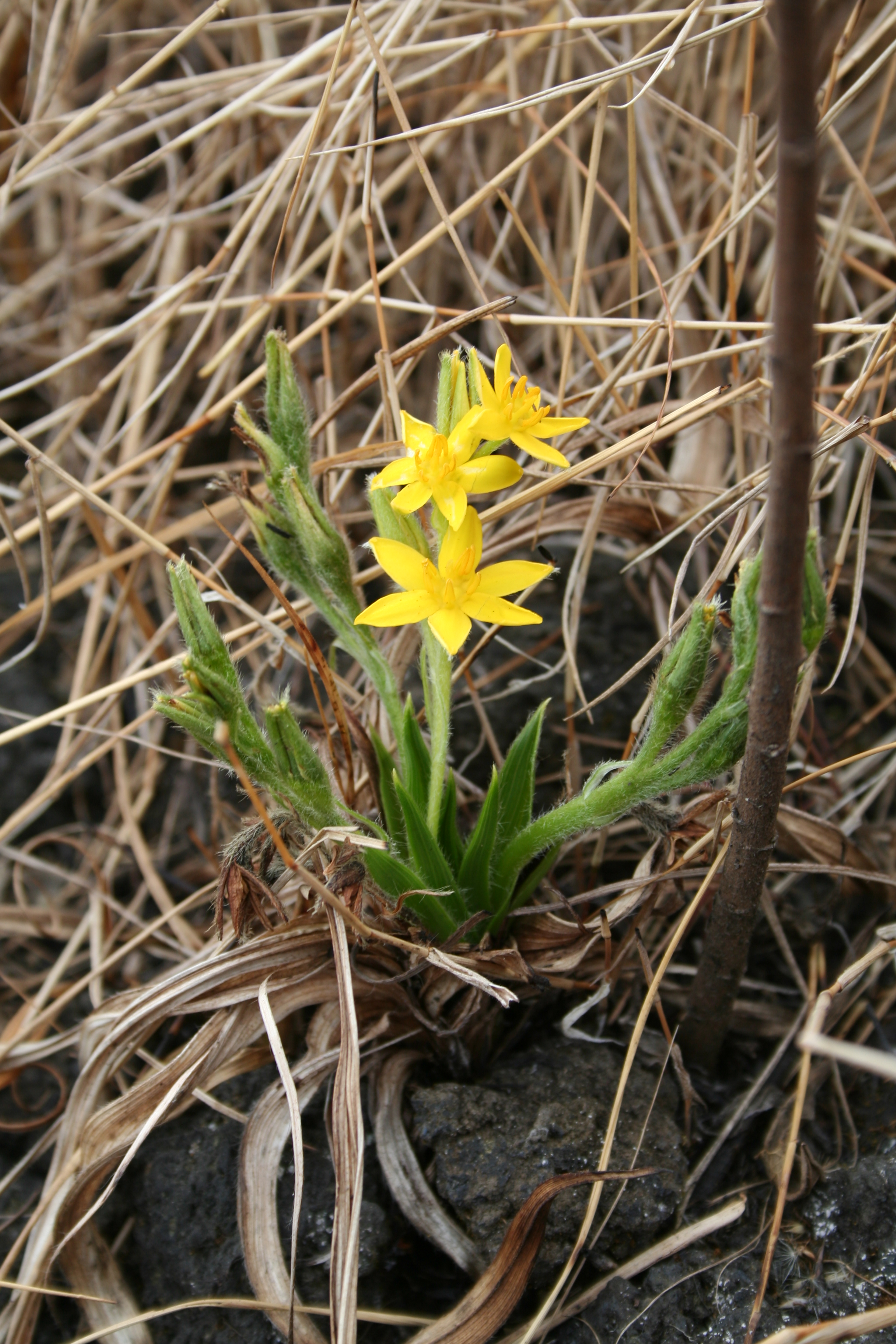